# Yusvanys Caballeros
Yusvanys Caballeros (10 settembre 1983) è un calciatore cubano, difensore del Ciudad de La Habana.

## Carriera

### Club
Dal 2006 gioca in patria nel Ciudad de La Habana.

### Nazionale
Ha esordito con la Nazionale cubana nel 2007. Ha partecipato alla CONCACAF Gold Cup 2007.